# Французские короли (роман)
«Французские короли» (итал. I reali di Francia) — рыцарский роман Андреа да Барберино, написанный ок. 1400 года.

## Сюжет
История каждого героя построена по единой сюжетной схеме: изгнание, плен, любовь сарацинской принцессы, спасение.

## Полкан
Персонаж Пуликане — полупёс, получеловек, сын знатной христианской сеньоры, сошедшейся с кобелём. Образ Полкана прочно вошёл в русский фольклор и народное искусство XVII — начала XX века.